# Clavipalpa
Clavipalpa is een geslacht van vlinders van de familie uilen (Noctuidae), uit de onderfamilie Hadeninae.

## Soorten
- C. calochroa Hampson, 1918
- C. ferruginea Hampson, 1918
- C. monogramma Joicey & Talbot, 1915